# Югамаш
Югама́ш (рос. Югамаш, башк. Йөгәмеш) — село у складі Янаульського району Башкортостану, Росія. Входить до складу Ямадинської сільської ради.
Населення — 273 особи (2010; 393 у 2002).
Національний склад:
- башкири — 93 %